# کاها
کاها ( ترکی آذربایجانی: Kaha) یک منطقهٔ مسکونی در جمهوری آرتساخ است که در استان کاشاتاق واقع شده‌است.